# أوليفر إتش. فريتز
أوليفر إتش. فريتز هو سياسي أمريكي، ولد في 20 نوفمبر 1905، وتوفي في 1 ديسمبر 1985. نشط حزبياً في Wisconsin Progressive Party ‏. وقد انتخب عضو جمعية ولاية ويسكونسن ‏.